# Aeroportul Jalalabad
Aeroportul Jalalabad (IATA: JAA, ICAO: OAJL) este un aeroport din Provincia Nangarhar, Afganistan ce deservește zona Jalalabad. A fost numit după zona deservită.
Situat la o altitudine de 553 m, aeroportul dispune de 1 pistă. Este operat de International Security Assistance Force.

## Infrastructură

### Piste
Aeroportul dispune de o singură pistă. Pista are orientarea 13/31.